# Jochen Nickel

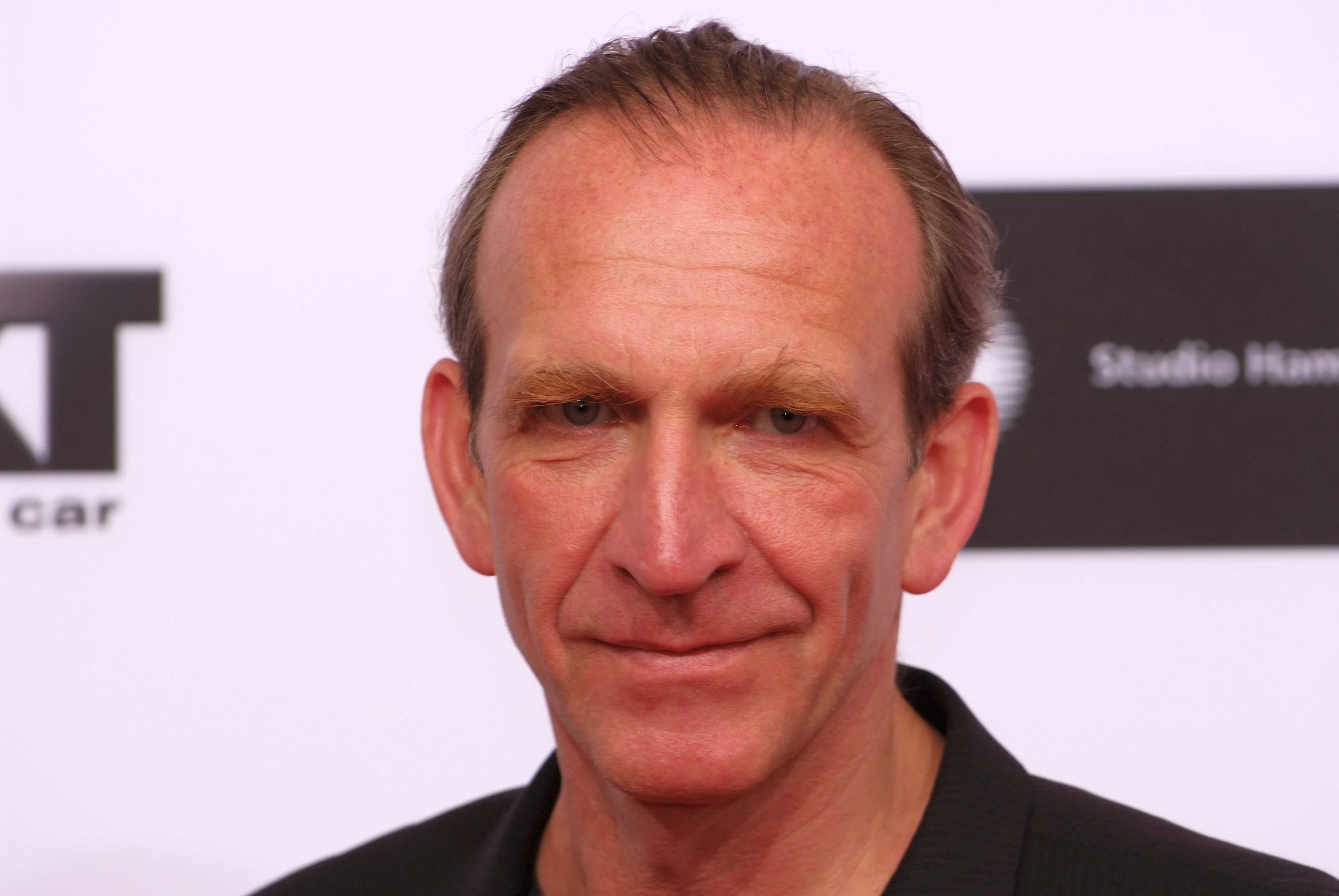
Jochen Nickel bei der Verleihung des Studio Hamburg Nachwuchspreises 2012

Jochen Nickel (* 10. April 1959 in Witten) ist ein deutscher Schauspieler. Er spielte bislang in über 160 Film- und Fernsehproduktionen mit.

## Leben

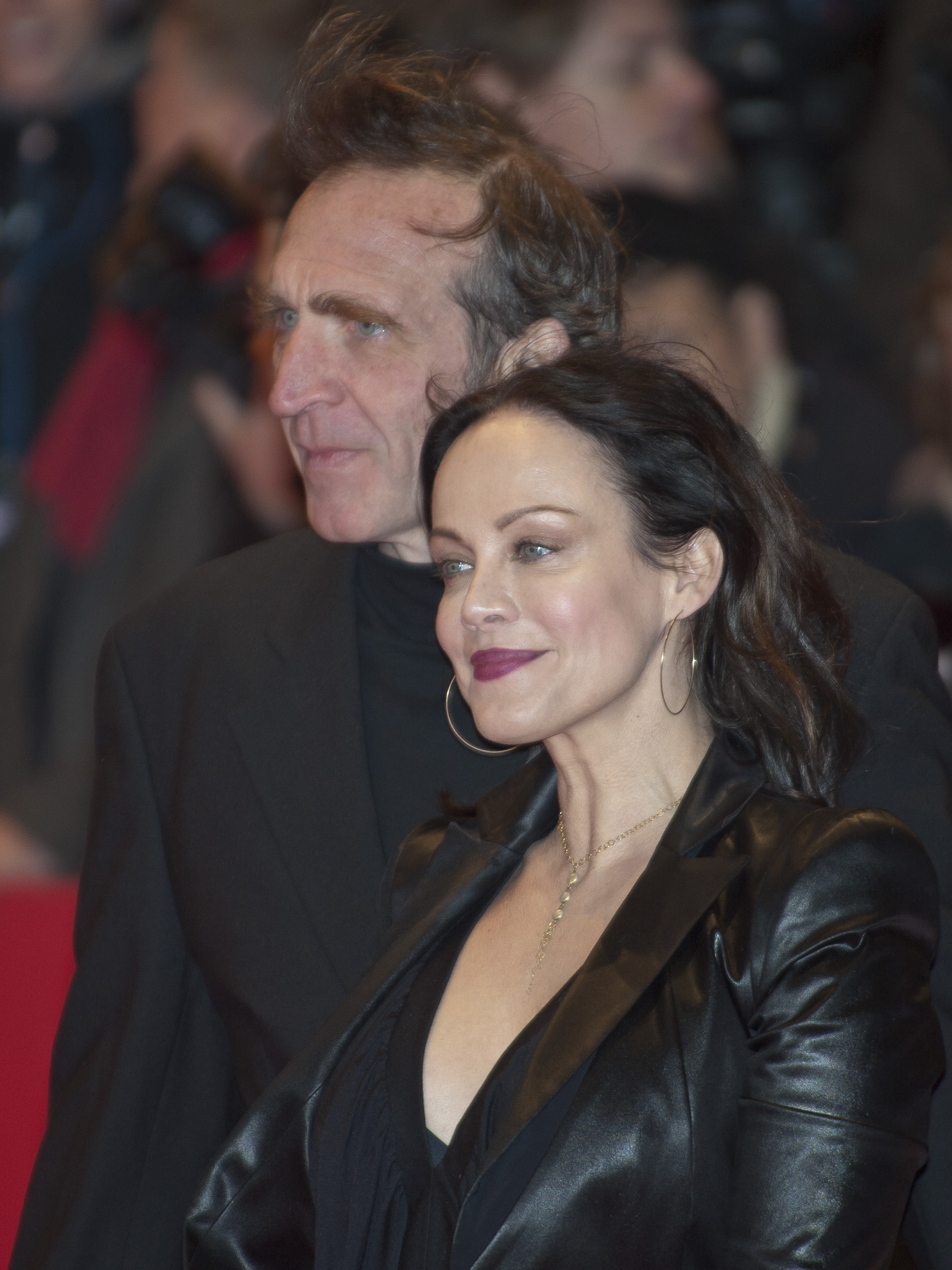
Jochen Nickel mit Sonja Kirchberger auf der Berlinale 2011

Jochen Nickel machte nach seinem Schulabschluss, mit der Mittleren Reife an der Adolf-Reichwein-Realschule, eine Ausbildung zum Straßenbauer und übte diese Tätigkeit einige Jahre lang aus. 1981 stand er erstmals beim Wittener Kiss-Ensemble auf der Bühne und entwickelte erstes Interesse für das Schauspiel. Bis 1987 war er unter der Leitung von Roland Reber Mitglied der Theatergruppe Theaterpathologisches Institut in Hattingen und Lünen.
Sein Fernsehdebüt gab Nickel 1988 in dem Kleinen Fernsehspiel Frühstück für Feinde von Norbert Kerkhey und Jochen Baier. Auf der Kinoleinwand war er erstmals in Roland Emmerichs Science-Fiction-Film Moon 44 zu sehen. 1993 spielte Nickel als Wilhelm Kunde in einer Nebenrolle in Steven Spielbergs vielfach preisgekröntem Filmdrama Schindlers Liste. Im selben Jahr wurde er von Joseph Vilsmaier in dessen Anti-Kriegsfilm Stalingrad als Unteroffizier Rohleder besetzt. Unter Vilsmaier arbeitete er in der Folgezeit wiederholt, u. a. für dessen Kinofilme Schlafes Bruder (1995), Comedian Harmonists (1997) und Leo und Claire (2001). In Sebastian Schippers Coming-of-Age-Film Absolute Giganten spielte er 1998 an der Seite von Frank Giering, Florian Lukas und Antoine Monot, Jr. den Tischfußball-Kicker Snake. Mit Giering zusammen stand Nickel 2000 auch für den Kurzfilm Die Aufschneider vor der Kamera. Er wirkte auch in einigen Kinder- und Jugendproduktionen, wie 2011 in Vorstadtkrokodile 3 und 2014 in Von einem, der auszog, das Fürchten zu lernen.
Seit 1989 übernimmt Nickel regelmäßig Gastrollen in zahlreichen Fernsehserien und -reihen, u. a. in Tatort, Der Fahnder, Polizeiruf 110, Wolffs Revier, Tresko, Ein starkes Team, Stubbe – Von Fall zu Fall, Der Staatsanwalt, Wilsberg und Rosamunde Pilcher. Er spielt auch mehrere feste und wiederkehrende Rollen in Film- und Fernsehreihen. In der ZDF-Krimireihe Lutter mit Joachim Król in der Titelrolle übernahm er von 2007 bis 2010 in allen sechs Folgen die Rolle des Sunny Schwecke.
Nebenbei ist Nickel Sänger und Songschreiber. 1997 spielte er unter dem Künstlernamen „Willy Freeze“ in Niki Steins Roadmovie Still Movin’ einen Countrysänger. Für den Zeichentrickfilm Felix – Ein Hase auf Weltreise sprach er 2005 zeitgleich die Rolle des Yeti und des Butlers, seine damalige Lebensgefährtin Kirchberger sprach die Fledermaus.
Von 1995 bis 2003 war Jochen Nickel mit der Schauspielerin und Produzentin Frauke-Ellen Moeller (* 1967) verheiratet. Aus dieser Ehe stammt eine Tochter (* 1995). Von 2001 bis 2012 war er mit seiner Schauspielkollegin Sonja Kirchberger liiert.

## Filmografie

### Kino
- 1989: Moon 44
- 1990: Spieler
- 1991: Manta – Der Film
- 1993: Nordkurve
- 1993: Stalingrad
- 1993: Schindlers Liste (Schindler’s List)
- 1993: Die letzte Grenze (The last border – viimeisellä rajalla)
- 1994: Einer meiner ältesten Freunde
- 1995: Der Leihmann
- 1995: Schlafes Bruder
- 1995: Die Sturzflieger
- 1996: Durchgebraten
- 1997: Mafia, Pizza, Razzia
- 1997: Still Movin’
- 1997: Comedian Harmonists
- 1998: Gomez – Kopf oder Zahl
- 1998: Zugvögel … Einmal nach Inari
- 1999: Bang Boom Bang – Ein todsicheres Ding
- 1999: Absolute Giganten
- 1999: Gangster
- 1999: Waschen, schneiden, legen
- 2000: Highway Society
- 2000: DoppelPack
- 2000: Im Juli
- 2000: Manila
- 2000: Die Aufschneider
- 2001: Planet Alex
- 2001: Honolulu
- 2001: Leo und Claire
- 2001: Auf Herz und Nieren
- 2001: Mindstorm
- 2002: Elefantenherz
- 2003: Der Fluch des schwarzen Schwans
- 2003: NeuFundLand
- 2004: Edelweißpiraten
- 2004: Funky Monkey
- 2005: Wahrheit oder Pflicht
- 2010: Wir sind die Nacht
- 2011: Vorstadtkrokodile 3
- 2011: Werner – Eiskalt!
- 2013: Dear Courtney
- 2014: Bocksprünge
- 2016: Gut zu Vögeln
- 2016: Radio Heimat
- 2017: Irgendwer
- 2018: Und der Zukunft zugewandt
- 2020: Der Überläufer

### Fernsehfilme
- 1988: Frühstück für Feinde
- 1991: Unter Kollegen
- 1992: Moritz
- 1993: Maus und Katz
- 1995: Das ist Dein Ende
- 1997: Kalte Küsse
- 1997: Trickser
- 1998: Der Rosenmörder
- 1998: Und alles wegen Mama
- 1998: Das Frankfurter Kreuz
- 2000: Neonnächte – Der U-Bahn-Schlitzer
- 2000: Nie mehr zweite Liga
- 2000: Die Verwegene – Kämpfe um deinen Traum
- 2001: Der Solist – Niemandsland
- 2001: Ein tödliches Wochenende
- 2001: Clowns
- 2001: Umwege des Herzens
- 2002: Pest – Die Rückkehr
- 2005: Mutter aus heiterem Himmel
- 2006: Störtebeker
- 2006: Willkommen in Lüsgraf
- 2008: Die Hitzewelle – Keiner kann entkommen
- 2008: Juli mit Delphin
- 2009: Kinder des Sturms
- 2009: Ein Dorf sieht Mord
- 2010: London, Liebe, Taubenschlag
- 2011: Flaschendrehen
- 2011: World Express – Atemlos durch Mexiko
- 2012: Wohin der Weg mich führt
- 2013: Die Spionin
- 2013: SOKO – Der Prozess (Fünfteiler)
- 2014: Von einem, der auszog, das Fürchten zu lernen
- 2015: Meine allerschlimmste Freundin
- 2023: Blood & Gold

### Fernsehserien und -reihen
- 1989: Tatort: Der Pott
- 1990: Rote Erde II (Folgen 1–3)
- 1992, 1994: Der Fahnder (verschiedene Rollen, zwei Folgen)
- 1993: Auf Achse (Folge Irrfahrt)
- 1994: Polizeiruf 110: Samstags, wenn Krieg ist
- 1995: Tatort: Tod eines Auktionators
- 1995: Wolffs Revier (Folge Kalt ist der Abendhauch)
- 1996: Tresko: Der Maulwurf
- 1997: Polizeiruf 110: Gänseblümchen
- 1997: Tatort: Der Teufel
- 1998: Kommissar Rex (Folge Rache)
- 1999: Hausmeister Krause – Ordnung muss sein (Folge Die Notoperation)
- 1999: Mordkommission (Folge Zerstörte Träume)
- 1999: Tatort: Martinsfeuer
- 2001: Polizeiruf 110: Angst
- 2003: Tatort: Sonne und Sturm
- 2005: Ein starkes Team: Erbarmungslos
- 2005: Stubbe – Von Fall zu Fall: Harte Kerle
- 2007–2010: Lutter
  - 2007: Essen is’ fertig
  - 2007: Um jeden Preis
  - 2008: Blutsbande
  - 2008: Toter Bruder
  - 2009: Mordshunger
  - 2010: Rote Erde
- 2009: SOKO Köln (Folge Ein teuflischer Plan)
- 2009: Bloch: Tod eines Freundes
- 2009: SOKO Wien (Folge Die Täuschung)
- 2010: Der Staatsanwalt (Folge Lass die Toten ruhen)
- 2010: Unser Charly (Folge Auf der Flucht)
- 2010: Wilsberg: Bullenball
- 2011: Küstenwache (Folge Letzte Warnung)
- 2011: Der letzte Bulle (Folge Mord auf Distanz)
- 2012: Der Dicke (Folge Alte Freunde – Alte Feinde)
- 2012: Ein Fall für zwei (Folge Das Versteck)
- 2012: Spreewaldkrimi: Feuerengel
- 2013: Add a Friend (5 Folgen)
- 2013: Hubert und Staller – Die ins Gras beißen
- 2013: Notruf Hafenkante (Folge Party-Crasher)
- 2013: Polizeiruf 110: Vor aller Augen
- 2014: Heldt (Folge Kopfgeld)
- 2014: Tatort: Kaltstart
- 2015: Tatort: Dicker als Wasser
- 2016: In aller Freundschaft (Folge Beruf und Berufung)
- 2017: Rosamunde Pilcher – Wenn Fische lächeln
- 2017: Großstadtrevier – So viele Jahre
- 2018: WaPo Bodensee (Folge Blutsbrüder)
- 2019: Die Spezialisten – Im Namen der Opfer (Folge Nazigold)
- 2021: Rosamunde Pilcher – Herzensläufe
- 2022: In aller Freundschaft (Folge Brüche)
- 2023: Praxis mit Meerblick – Rügener Sturköpfe
- 2025: Frühling: Ich such dich!
- 2025: Frühling: Mein Geheimnis, dein Geheimnis

### Synchronrollen
- 2005: Felix – Ein Hase auf Weltreise (Rolle des Yeti und Butlers)